# DESQview
DESQview — разработанная фирмой Quarterdeck многооконная многозадачная среда, являвшаяся надстройкой над MS-DOS и реализовывавшая кооперативную многозадачность в однозадачной MS-DOS. Программа позволяла запускать некоторое количество DOS-программ одновременно, при этом вывод происходил в несколько текстовых окон на экране монитора, подобно работе дисплея VT220. Первая версия DESQview появилась в июле 1985 года, на 4 месяца раньше первой версии Microsoft Windows, но не имела средств графики.
На машинах с процессорами 8088 и 80286, содержавших только обычную или обычную и дополнительную память, функциональность программы была ограничена, так как дополнительной памятью (extended) программа пользоваться не могла, а из 640 кБ обычной (базовой) памяти занимала около 200 кБ под собственный код, таким образом, пользовательским программам доставались всего около 400 кБ. На компьютерах с 80386 и на тех компьютерах, где была аппаратно реализована спецификация расширенной памяти LIM/EMS 4.0, DOS-программам, запущенным из-под DESQview, была доступна почти вся память, физически имеющаяся в компьютере. На компьютере с процессором 80386 это достигалось путём программной эмуляции в режиме виртуальной памяти V86. Это обеспечивалось другой программой фирмы Quarterdeck, QEMM386, которая затем была включена в DESQview.
Для эффективной работы пользовательских программ в этой среде они должны были соблюдать некоторые правила, например, не выводить напрямую в видеопамять, а пользоваться системными вызовами MS-DOS, отдавать неиспользуемое процессорное время, а не использовать холостые циклы и т. д. Тем не менее, настройкой конфигурационных файлов можно было «заставить» почти любую программу для ДОС работать под DESQview совместно с другими, правда, накладные расходы на переключение задач возрастали.
Окно активного приложения могло быть развёрнуто на полный экран, при этом мог осуществляться и графический вывод. Между приложениями можно было переключаться нажатием определённых сочетаний клавиш. Встроенных сетевых средств программа не имела, все программы, запущенные из-под DESQview, должны были сами заботиться о разделении последовательных и параллельных портов, сетевых интерфейсов и т. д.
Некоторое время была популярна в среде участников сети FIDO (FIDONET). Отличительная особенность DESQview заключалась в том, что она позволяла запускать FIDO-станцию в фоновом режиме и использовать компьютер для прочих целей из-за консоли, причем все это могло нормально работать на сравнительно слабых компьютерах. Закат DESQview был связан с появлением в Microsoft Windows более совершенных средств разделения ресурсов. Хотя Windows 3.1 требовала больше ресурсов для собственной работы, она предоставляла и больше удобств, а Windows 3.11 уже имела и собственную сетевую поддержку. Фирма Quarterdeck попыталась усовершенствовать DESQview, создав DV/X с графическим интерфейсом, базировавшимся на стандарте X Window, но она не имела большого успеха.